# Ślicznotki
Ślicznotki – amerykański film komediowy z 1995 roku w reżyserii Beeban Kidrona. Scenariusz napisał Douglas Carter Beane. Natomiast w rolach głównych wystąpili Wesley Snipes, Patrick Swayze i John Leguizamo. Światowa premiera filmu miała miejsce 8 września 1995.

## Fabuła
Źródło.
Dwaj przyjaciele (Patrick Swayze, Wesley Snipes) wygrywają w Nowym Jorku konkurs na najlepszą drag queen – mężczyznę występującego na scenie w damskim przebraniu. Swój sukces świętują w barze, w którym poznają innego zawodnika (John Leguizamo). Po bliższym poznaniu nowego znajomego, wszyscy wyruszają do Los Angeles na „Drag Queen of America”. Kupując wysłużonego Cadillaca, wyruszają w podróż. Przez problemy z samochodem zostają zmuszeni do zatrzymania się na kilka dni w miasteczku Snydersville.

## Obsada
- Wesley Snipes jako Noxeema Jackson
- Patrick Swayze jako Vida Boheme
- John Leguizamo jako Chi-Chi Rodriguez
- Stockard Channing jako Carol Ann
- Blythe Danner jako Beatrice
- Arliss Howard jako Virgil
- Jason London jako Bobby Ray
- Chris Penn jako szeryf Dollard
- Melinda Dillon jako Merna
- Beth Grant jako Loretta
- Alice Drummond jako Clara
- Michael Vartan jako Tommy
- Jennifer Milmore jako Bobbie Lee